# Cyanolanius
Cyanolanius és un gènere d'ocells de la família dels vàngids (Vangidae).

## Taxonomia
Segons la Classificació del Congrés Ornitològic Internacional (versió 14.2, 2024) aquest gènere està format per dues espècies:
- vanga blau de les Comores - Cyanolanius comorensis.
- vanga blau de Madagascar - Cyanolanius madagascarinus.